# Liptovský Mikuláš (stacja kolejowa)
Liptovský Mikuláš – czynna stacja kolejowa w mieście Liptowski Mikułasz w kraju żylińskim na linii kolejowej nr 180 na Słowacji.